# Вітамін C
Аскорбíнова кислотá (лат. Ascorbic acid (BP, JP, USP), лат. Acidum ascorbinicum (PhEur), гамма-лактон 2,3-дегідро-L-гулонової кислоти, вітамін C) — відносно проста органічна кислота. Хімічна формула C6H8O6. Міститься у свіжих фруктах (яблука, сливи, персики тощо) та овочах. Відносять до водорозчинних вітамінів.

## Загальні відомості
Кристалічний порошок білого або майже білого кольору чи безбарвні кристали, що змінюють колір під впливом повітря і
вологи, насипна густина після усадки — 1,0–1,2 г/см3 (кристалічний матеріал), 0,9–1,1 г/см3 (порошок), щільність справжня 1,688 г/см3; константа дисоціації рКа1 = 4,17, рКа2 = 11,57. Легкорозчинний у воді (1:3,5), пропіленгліколі (1:20), розчинний у 96%-ному спирті (1:25), гліцерині (1:1000). рН 2,1–2,6 (5 % водний розчин).
Плавиться при температурі близько 190 °C із розкладанням.
Практично не розчиняється в хлороформі, етері та жирних оліях; несумісна з лугами, іонами важких металів (особливо купрумом та ферумом), окисниками, мефенаміном, фенілефрину гідрохлоридом, піриламін малеатом, саліциламідом, натрію нітритом, натрію саліцилатом та теобромін саліцилатом.
Не синтезується в організмі людини і надходить лише з продуктами харчування. Розчиняється у воді й руйнується при тривалому кип'ятінні, тому вимочування або переробка овочів знижує вміст у них вітаміну С. Вітамін C міститься в лимонах (~53 мг/100 г), плодах шипшини (~426 мг/100 г), солодкому перці (125-190 мг/100 г), чорній європейській смородині (~181 мг/100 г), зеленій цибулі (~13.4  мг/100 г).
Добова потреба людини в аскорбіновій кислоті досить велика — 70—100 мг[джерело?]. Нестача аскорбінової кислоти може привести до цинги. Отримана 1934 Тадеушем Рейхштейном, швейцарським хіміком, нобелянтом.
Вітамін С виконує в організмі два основні завдання: забезпечення імунного захисту і стабілізації психічної діяльності. Вітамін С — найкращий засіб для збереження життєвої сили. Коли бракує С, в людей кровоточать ясна, трапляються часті застуди, слабшають нерви, погіршується увага. Виникають: загроза запалення слизових оболонок, зайва вага, підвищена втомлюваність, депресивний стан, безсоння, ранні зморшки та проблеми із серцево-судинною системою.[джерело?]

## Функції
- антиоксидантна;
- синтезує колаген;
- синтезує карнітин;
- синтезує нейромедіатори (норепінефрин і серотонін);
- детоксикація і виведення хімічних речовин;
- модуляція імунітету;
- розклад і виведення холестерину;
- сприяє абсорбції заліза;
- захищає фолати і вітамін Е від окиснення і підтримує ці вітаміни в активній формі;
- контроль рівня гістаміну в крові.[джерело?]

## Підвищена небезпека дефіцитних станів
- фізичний стрес (інфекційні захворювання, гарячка, опіки, хірургічне втручання, травми м'яких тканин та кісток);
- хронічні захворювання (гіпертиреоз, ревматоїдний артрит, діабет, хронічні захворювання нирок);
- надлишкове вживання алкоголю;
- важкі метали;
- лікарські засоби (аспірин, оральні контрацептиви тощо)
- люди похилого віку;
- швидкий ріст (підлітковий вік, вагітність, лактація);
- куріння.

## Наслідки дефіцитних станів (цинга)
- порушення синтезу сполучної тканини і ламкість кровоносних судин, патологічні кровотечі; часті синці, запалення і кровотеча ясен, ригідність суглобів і біль внаслідок кровотеч;
- нагромадження кератину у волосяних фолікулах робить шкіру грубою, схожою на наждачний папір;
- повільне загоєння ран;
- слабкість, швидка втомлюваність;
- психологічні/неврологічні симптоми, включаючи депресію й індивідуальні зміни (швидше за все внаслідок порушення деяких нейромедіаторів);
- зниження опірності імунітету;
- всі наслідки зниження антиоксидантної функції організму (ураження внутрішніх органів, збільшений ризик виникнення онкологічних захворювань, катаракта, інсульти).

## Токсичність
Щоденне недовготривале вживання 5-10 г вітаміну С здоровими людьми не призводить до побічної дії, при передозуванні можливі побічні ефект, як от нудота, розлад шлунка та діарея.
Попри це, деякі дослідники попереджують про небезпеку виникнення каміння в нирках при вживанні великих доз вітаміну С (оксалат є метаболітом вітаміну С).[джерело?]
Великі дози вітаміну С можуть знизити вміст міді.[джерело?]
Вітамін С у формі жувальних таблеток може руйнувати емаль зубів унаслідок підвищеної кислотності.[джерело?]

## Показання
Показання до застосування: гіпо- й авітаміноз, геморагічний діатез, кровотеча, капіляротоксикоз, отруєння промисловими речовинами, променева хвороба, захворювання серцево-судинної, дихальної систем, нирок, печінки, травного каналу, профілактика вірусних інфекцій.